# (84095) Davidjohn
(84095) Davidjohn est un astéroïde de la ceinture principale.

## Description
(84095) Davidjohn est un astéroïde de la ceinture principale. Il fut découvert le 20 août 2002 à l'observatoire Palomar par Robert D. Matson. Il présente une orbite caractérisée par un demi-grand axe de 2,47 UA, une excentricité de 0,13 et une inclinaison de 3,9° par rapport à l'écliptique.

## Compléments